# Gallois (peuple)
Ne doit pas être confondu avec Gaulois (peuples).
Pour les articles homonymes, voir Gallois (homonymie).
Les Gallois sont une nation et un groupe ethnique d'autochtones du pays de Galles. Ils sont un peuple celtique qui parlent traditionnellement la langue galloise. La plupart des Gallois sont des citoyens britanniques.

## Historique
Le peuple gallois est originaire des tribus celtiques du moins légèrement romanisées qui peuplèrent autrefois les plaines de l’île Britannique et qui parlaient vraisemblablement latin et gallois. Les Gallois ont leur culture propre, leur langue propre et un héritage génétique différent des Anglais, bien qu’appartenant comme eux au Royaume-Uni. Comme dans l'ensemble du Royaume-Uni, le peuple gallois s'est enrichi de l'apport de nombreuses autres populations, notamment dans les domaines artistiques ou sportifs.

## Diaspora galloise
- Gallo-Américains

## Galerie

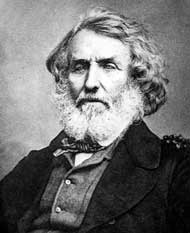
George Everest, géographe
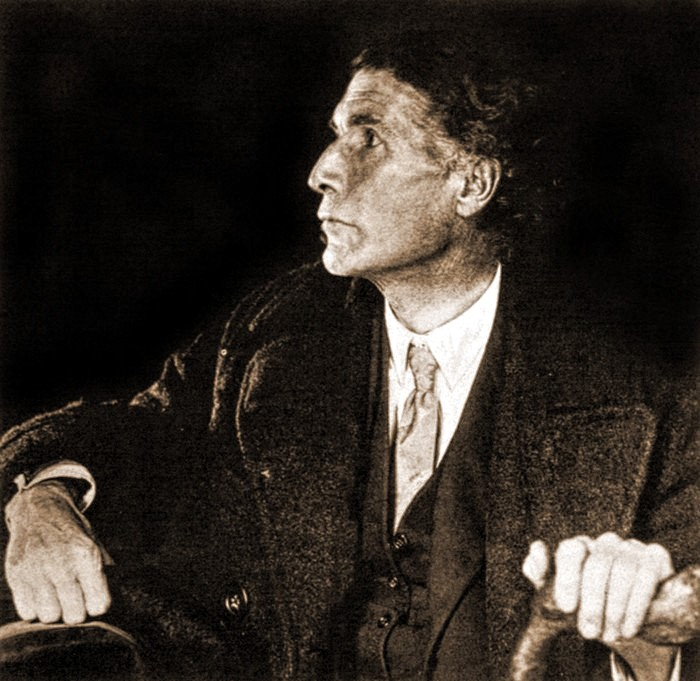
John Cowper Powys, écrivain
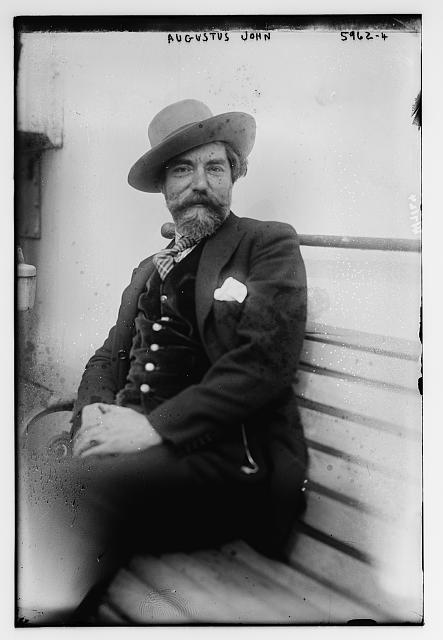
Augustus John, peintre
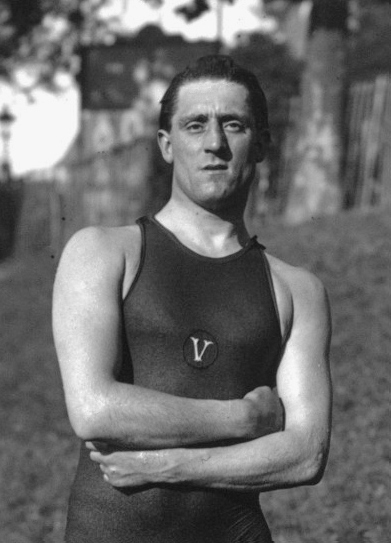
Paul Radmilovic, nageur
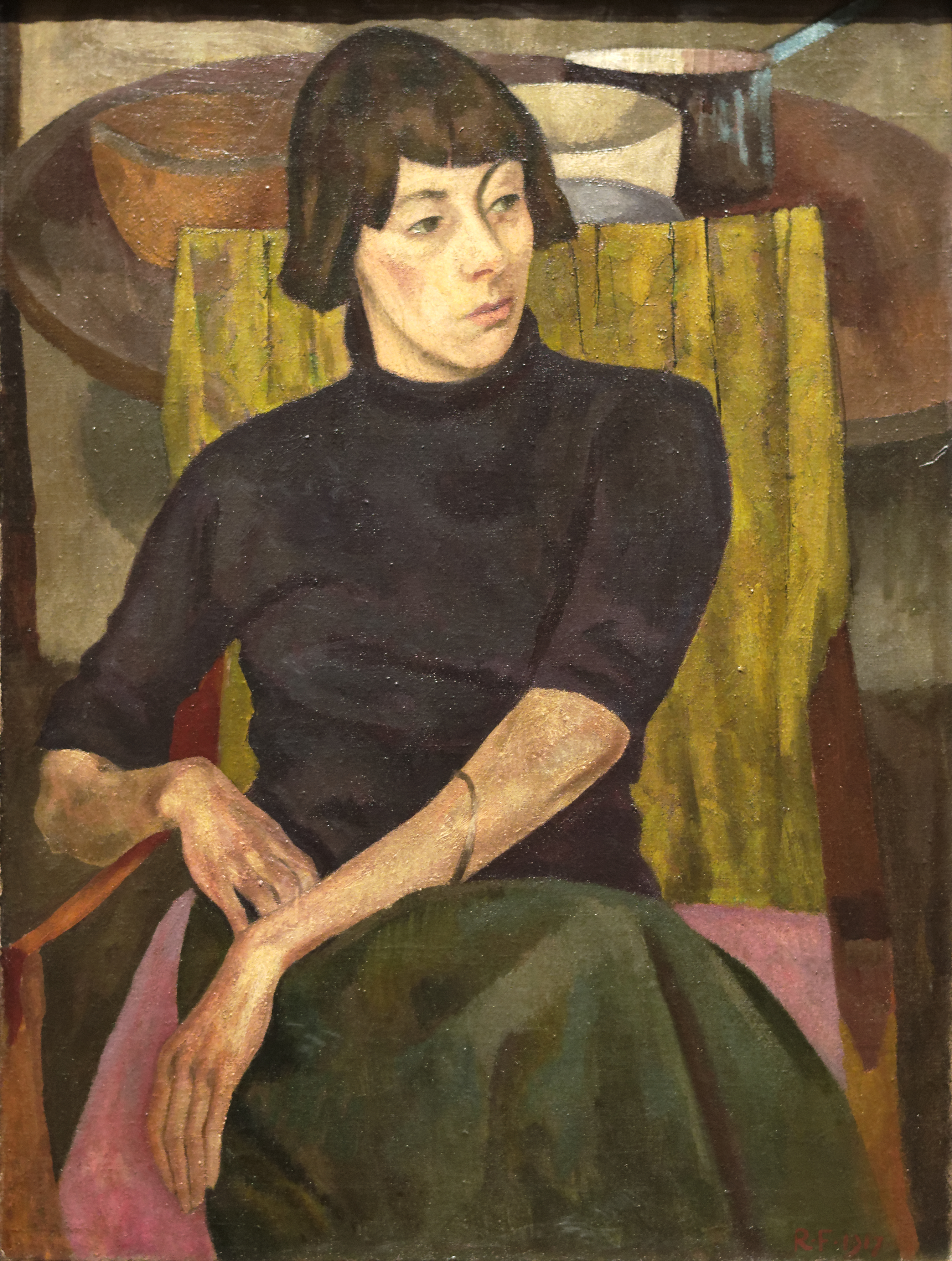
Nina Hamnett, artiste et écrivaine
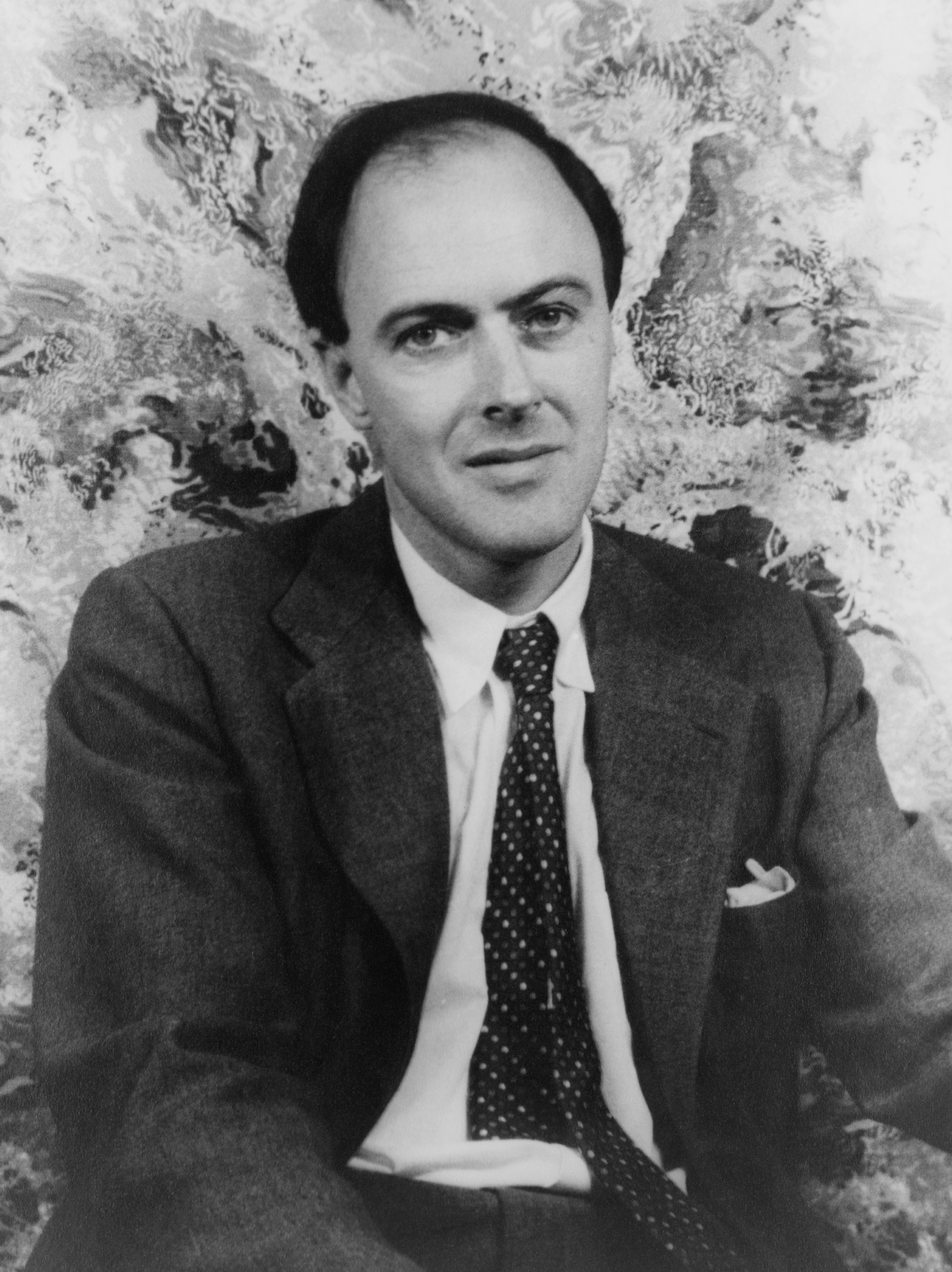
Roald Dahl, écrivain
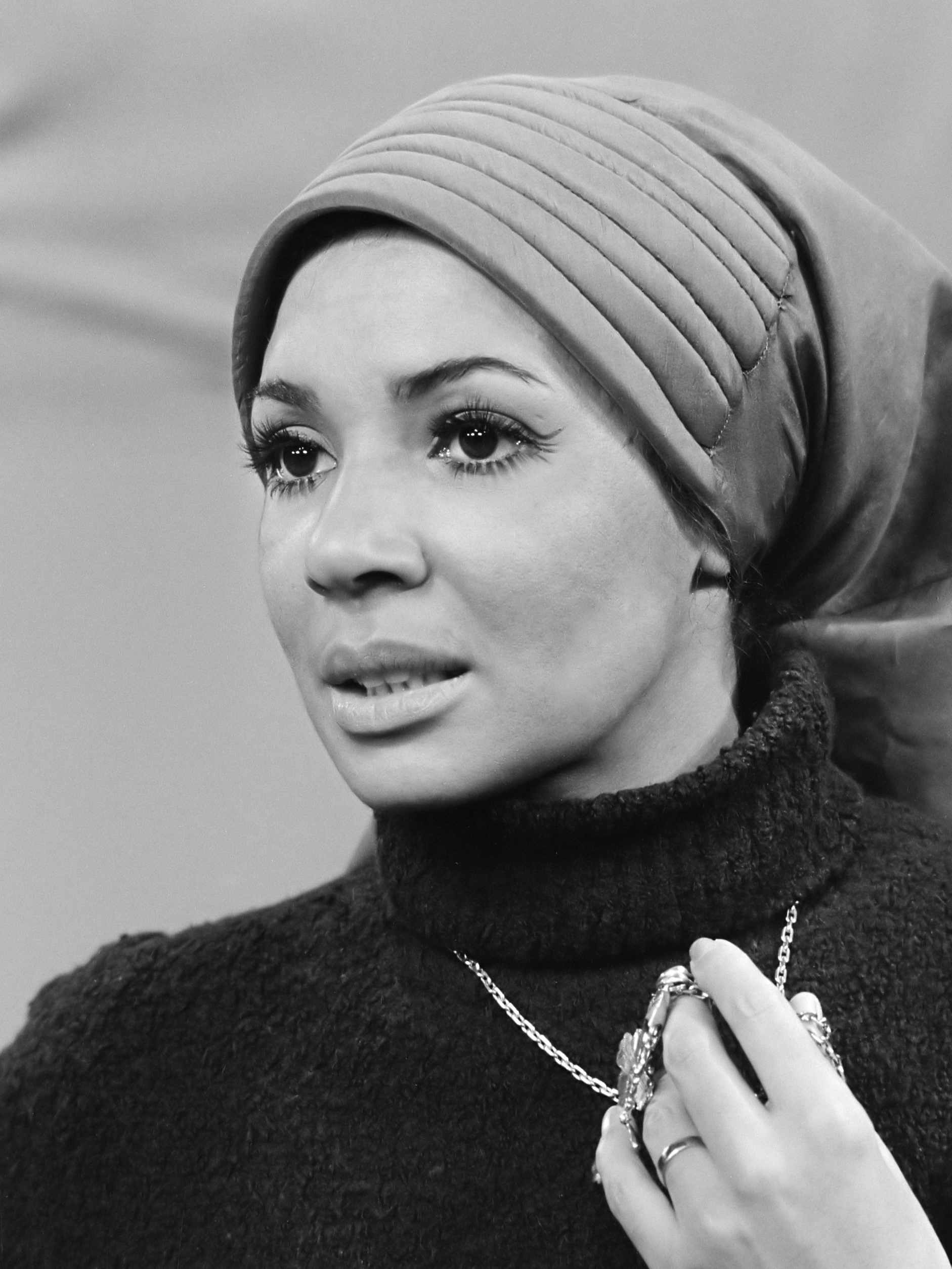
Shirley Bassey, chanteuse
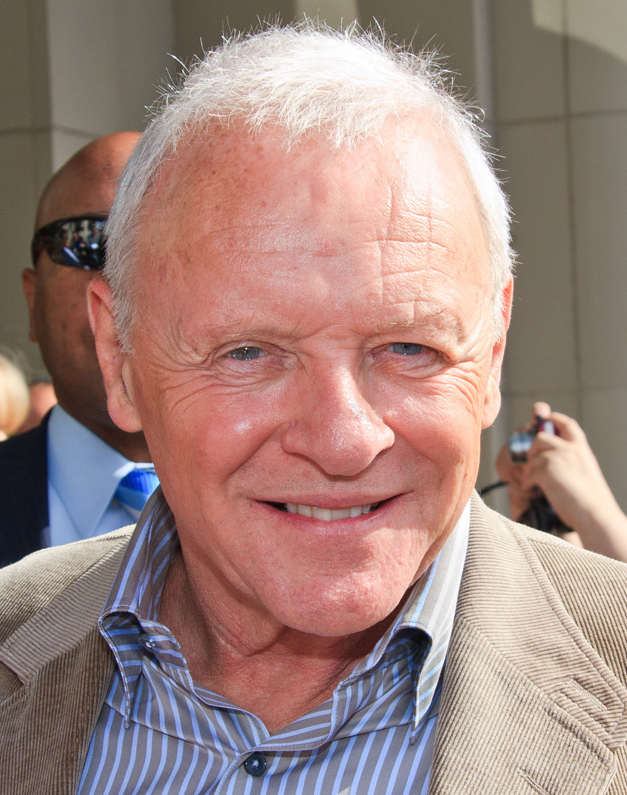
Anthony Hopkins, acteur
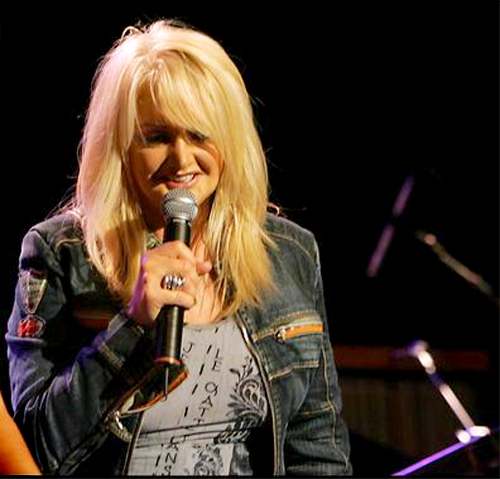
Bonnie Tyler, chanteuse
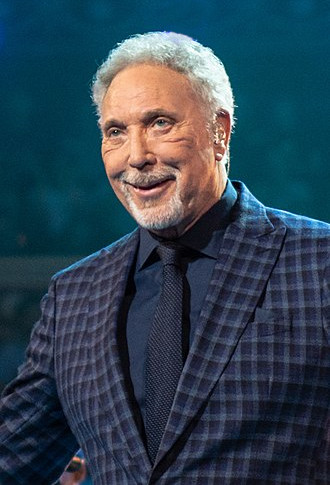
Tom Jones, chanteur
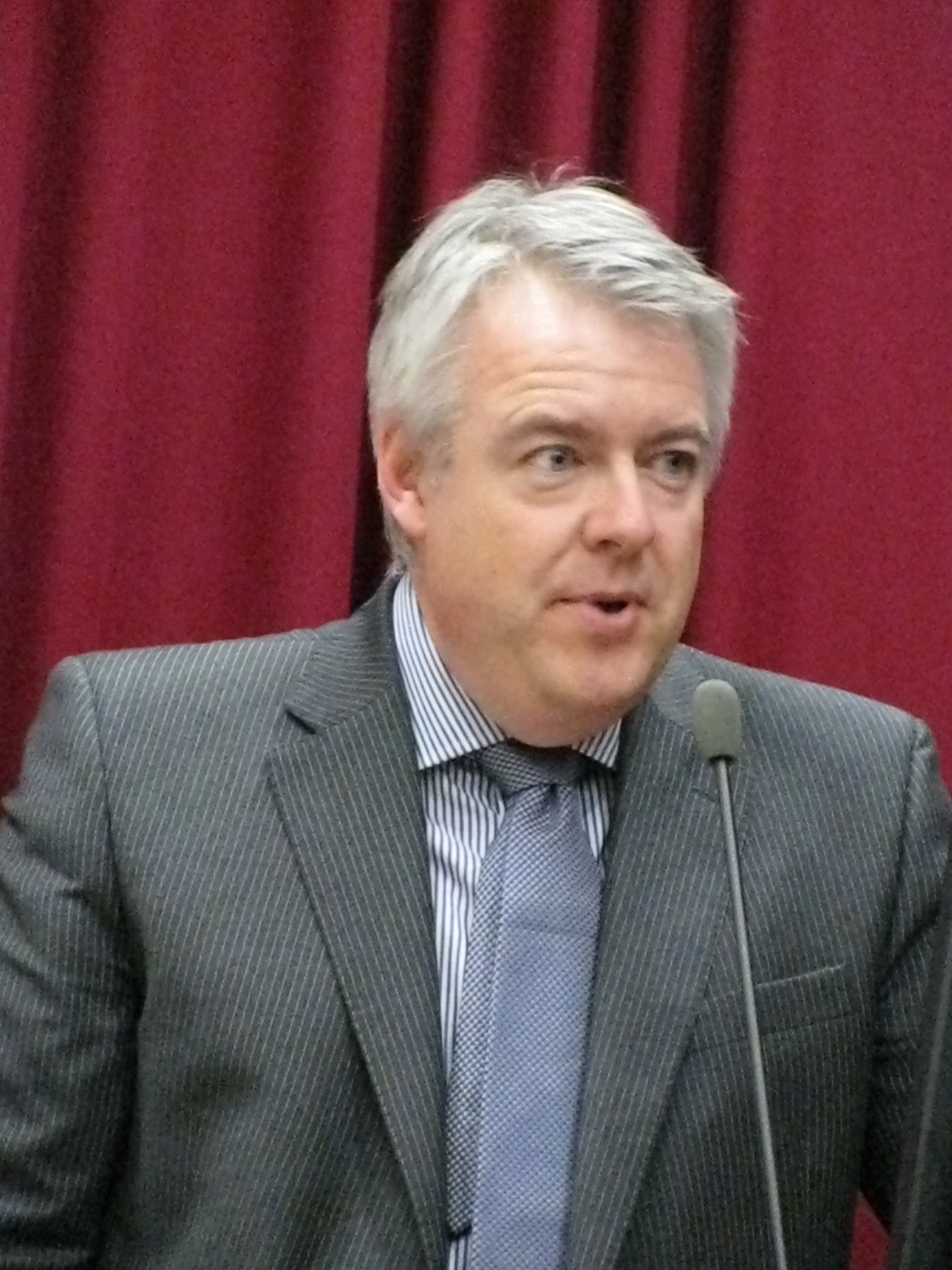
Carwyn Jones, homme politique
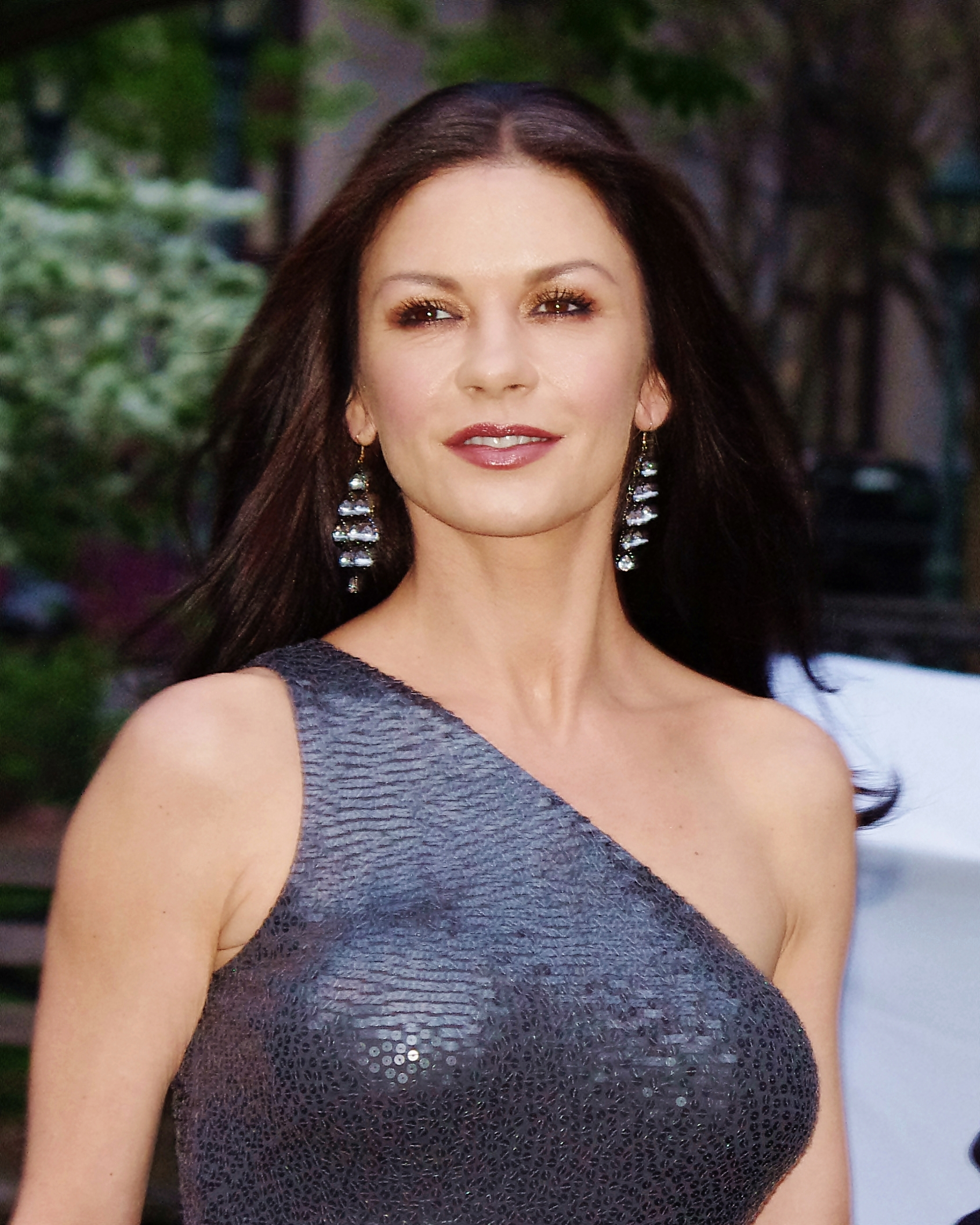
Catherine Zeta-Jones, chanteuse, actrice et danseuse
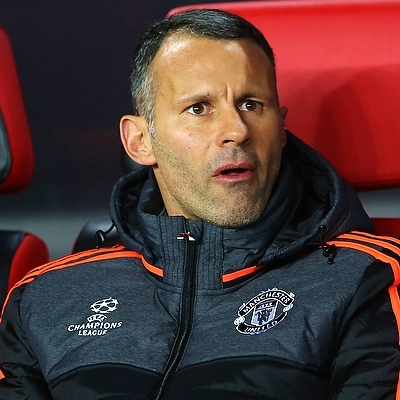
Ryan Giggs, footballeur international
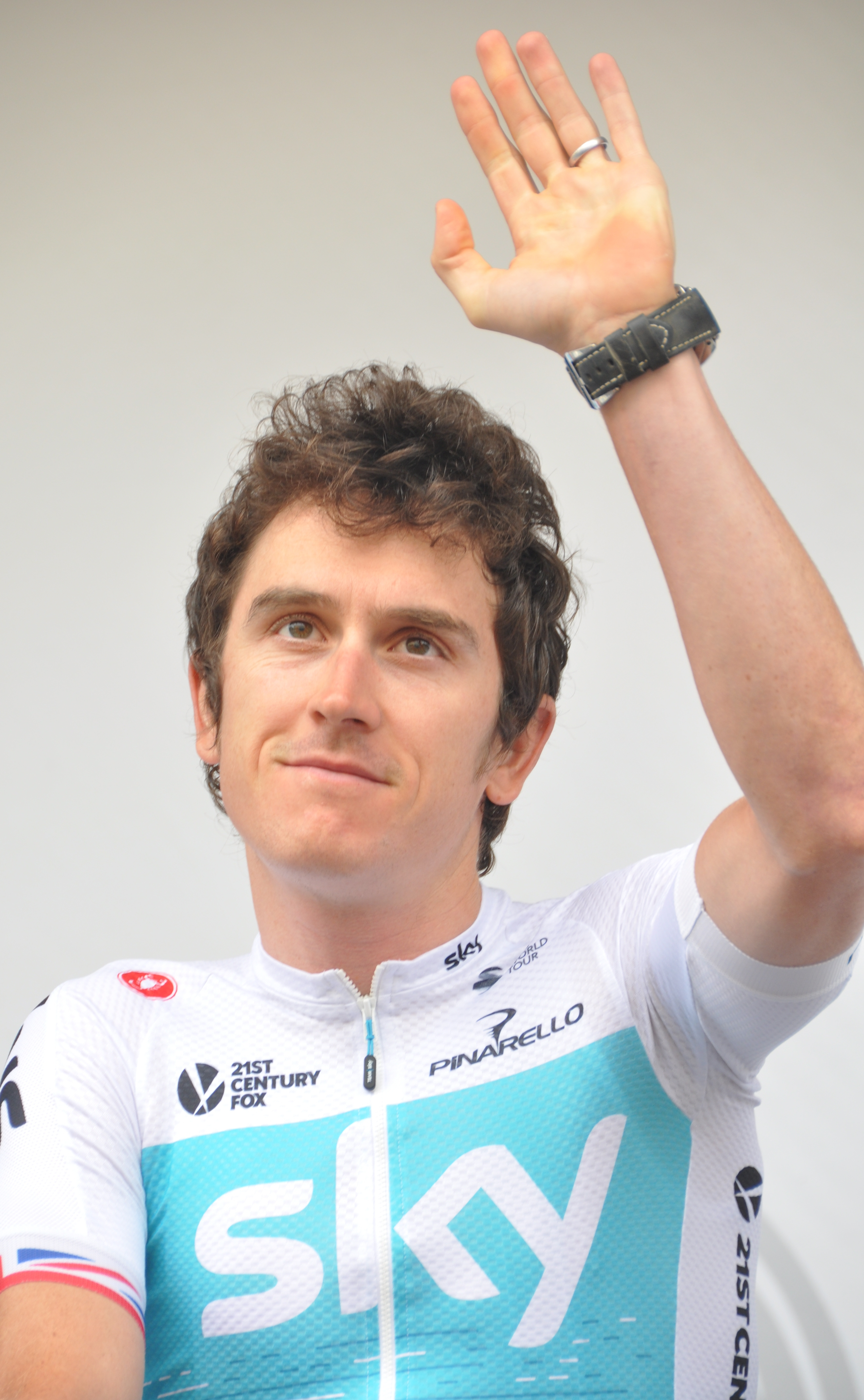
Geraint Thomas, cycliste
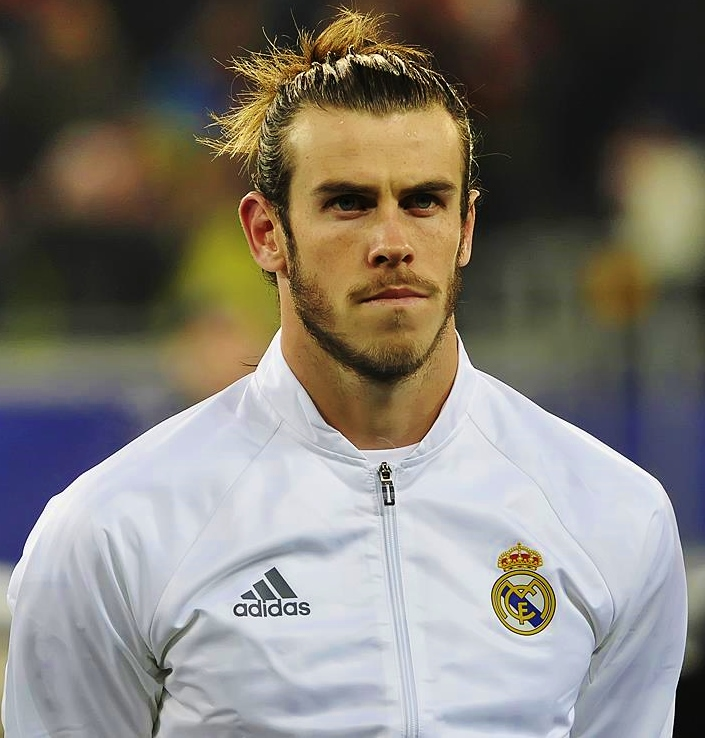
Gareth Bale, footballeur international
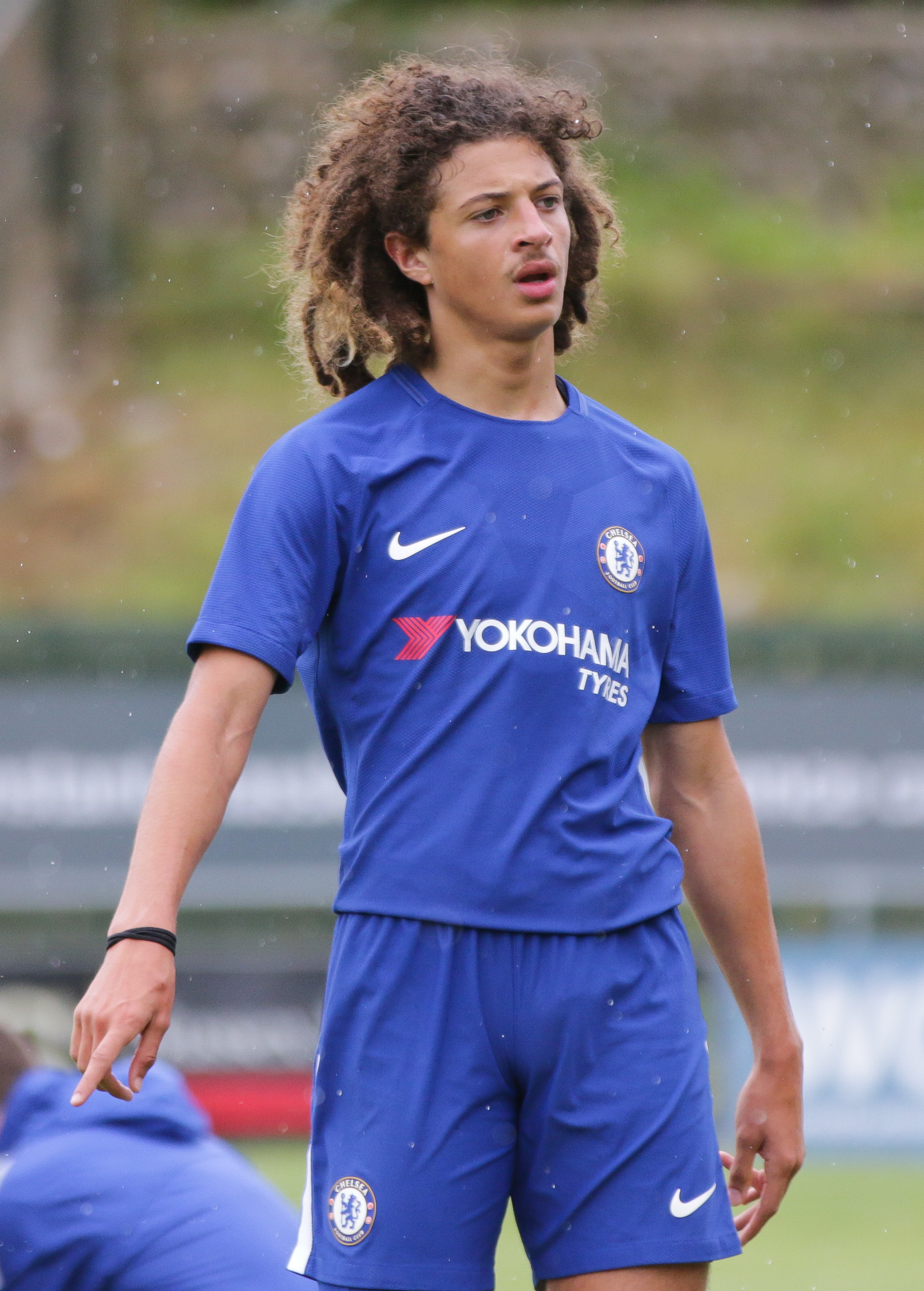
Ethan Ampadu, footballeur